# 쇼니족

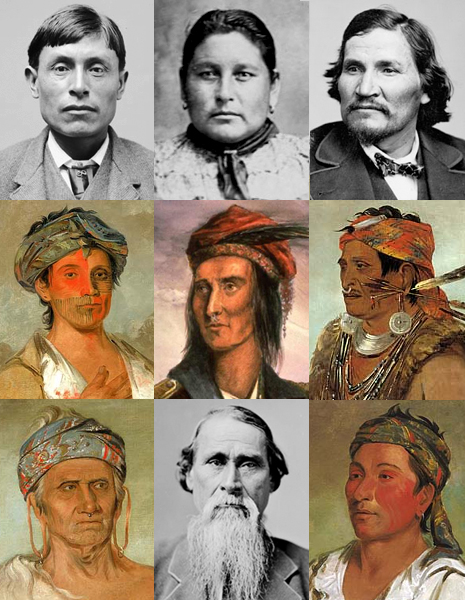
쇼니족

쇼니족(Shawnee)은 북미 인디언 부족이다. 쇼니족은 원래 오하이오, 웨스트버지니아, 켄터키, 펜실베이니아 및 메릴랜드 서부 지역에 거주하고 있었으나 19세기의 대규모 강제 이주로 인해 현재 오클라호마주에 다수 거주한다.
현재 미국 연방정부에서는 오클라호마 주에 기반을 두고 있는 앱선티-쇼니족(Absentee-Shawnee Tribe), 동부 쇼니족(Eastern Shawnee Tribe), 쇼니족(Shawnee Tribe)의 3개 부족 단체만을 공인하고 있으나, 이들의 고향인 오하이오 주와 인근 지역 곳곳에서 여전히 쇼니족의 후예임을 주장하는 비공인 부족 단체들이 많이 존재하고 있다. 그러나 앨라배마주가 인정한 Piqua Shawnee Tribe를 제외하면 모두 연방정부나 주정부의 공인을 받지 못하고 있다.

## 역사
선사시대 쇼니족의 기원은 불분명하다. 다른 알곤킨 계통 부족은 쇼니 족을 그들 중 최남단에 살았던 지파로 여기고 있으며, 다른 알곤킨 어족에는 ‘남쪽’을 의미하는 ‘shawano’이라는 비슷한 단어가 있다. 그러나 쇼니어 ‘shawan’라는 어간은 "남쪽"이 아니라, ‘(날씨가) 온화한, 따뜻한’라는 의미를 가진다. 현존하는 쇼니족의 신화 중에는 ‘Shawaki’가 남쪽 신을 뜻하는 말이다. 어떤 학자들은 쇼니가 오하이오 영토의 선사시대 포트 고대 문화의 후예라고 추측하고 있지만, 다른 학자들은 이의를 제기하고 있으며, 결정적인 증거는 발견되지 않았다.